# Labeobarbus
Labeobarbus är ett släkte av fiskar. Labeobarbus ingår i familjen karpfiskar.

## Dottertaxa tillLabeobarbus, i alfabetisk ordning[1]
- Labeobarbus acutirostris
- Labeobarbus aeneus
- Labeobarbus aspius
- Labeobarbus batesii
- Labeobarbus brevicauda
- Labeobarbus brevicephalus
- Labeobarbus brevispinis
- Labeobarbus capensis
- Labeobarbus cardozoi
- Labeobarbus caudovittatus
- Labeobarbus codringtonii
- Labeobarbus compiniei
- Labeobarbus crassibarbis
- Labeobarbus dainellii
- Labeobarbus gorgorensis
- Labeobarbus gorguari
- Labeobarbus habereri
- Labeobarbus intermedius
- Labeobarbus johnstonii
- Labeobarbus kimberleyensis
- Labeobarbus litamba
- Labeobarbus longissimus
- Labeobarbus lucius
- Labeobarbus macrophtalmus
- Labeobarbus malacanthus
- Labeobarbus marequensis
- Labeobarbus mbami
- Labeobarbus megastoma
- Labeobarbus micronema
- Labeobarbus mungoensis
- Labeobarbus natalensis
- Labeobarbus nedgia
- Labeobarbus nthuwa
- Labeobarbus osseensis
- Labeobarbus platydorsus
- Labeobarbus polylepis
- Labeobarbus progenys
- Labeobarbus rocadasi
- Labeobarbus roylii
- Labeobarbus surkis
- Labeobarbus truttiformis
- Labeobarbus tsanensis
- Labeobarbus versluysii